# Televisora Venezolana Social
TVes (Televisora Venezolana Social, deutsch: soziales venezolanisches Fernsehen, auch Teves abgekürzt) ist ein öffentlich-rechtlicher Fernsehsender in Venezuela. TVes ist seit dem 28. Mai 2007 auf Sendung, als es die Sendekanäle des Privatfernsehsenders RCTV im terrestrischen VHF-Band sowie dessen Satellitenkanal 104 bei DirecTV übernahm. Die terrestrische Sendelizenz von RCTV war am Vortag abgelaufen.
Der Name TVes ist ein Wortspiel: «Te ves» heißt auf Deutsch „Du siehst Dich“. Der Slogan des Senders ist: «Te ves como eres de verdad» (deutsch: „Du siehst Dich wie Du wirklich bist“).
Betrieben wird der Fernsehsender von der Venezolanischen Sozialen Fernsehstiftung, die an das Informationsministerium (MinCI) angeschlossen, in ihrem Betrieb aber autonom ist.
TVes entwickelt selbst keine Programme, sondern überträgt ausschließlich unabhängig produzierte Programme.
Die Anschubfinanzierung für den Fernsehsender kommt vom venezolanischen Staat. Es wird angestrebt, dass sich der Sender nach einer Übergangszeit durch Fernsehspots von privaten und öffentlichen Sponsoren finanziell selbst tragen kann.
Präsidentin des Fernsehsenders ist die Journalistin Lil Rodríguez, die bisher die Sendung Sones y Pasiones von teleSUR geleitet hatte.
In der Leitung des staatlichen venezolanischen TV-Senders Soziales Venezolanisches Fernsehen (TVES) sind auch je zwei Publikumsvertreter und zwei Vertreter unabhängiger Medienproduzenten vertreten.
Der Sender will unabhängige venezolanische Produktionsfirmen stärken, um die kulturelle Vielfalt des Landes adäquat wiederzugeben und vermeiden, dass Sendeinhalte ausschließlich auf dem internationalen Markt, insbesondere dem US-amerikanischen, angekauft werden.
Die Einschaltquoten des neuen Kanals sind sehr niedrig. Während der Sender in den Monaten Juni und Juli 2007 noch von der Fußballübertragung der Copa América profitieren konnte und Quoten von 8,9 % und 8,3 % erreichte, sanken diese bis zum September 2007 auf 4,6 %. RCTV erreichte über dieselben Verbreitungswege ca. 30 % des venezolanischen Publikums.

2007–2012